# Занкт-Ганглофф
Занкт-Ганглофф (нім. St. Gangloff) — громада в Німеччині, розташована в землі Тюрингія. Входить до складу району Заале-Гольцланд. Складова частина об'єднання громад Гермсдорф.
Площа — 9,45 км2. Населення становить 1169 ос. (станом на 31 грудня 2021).

## Галерея

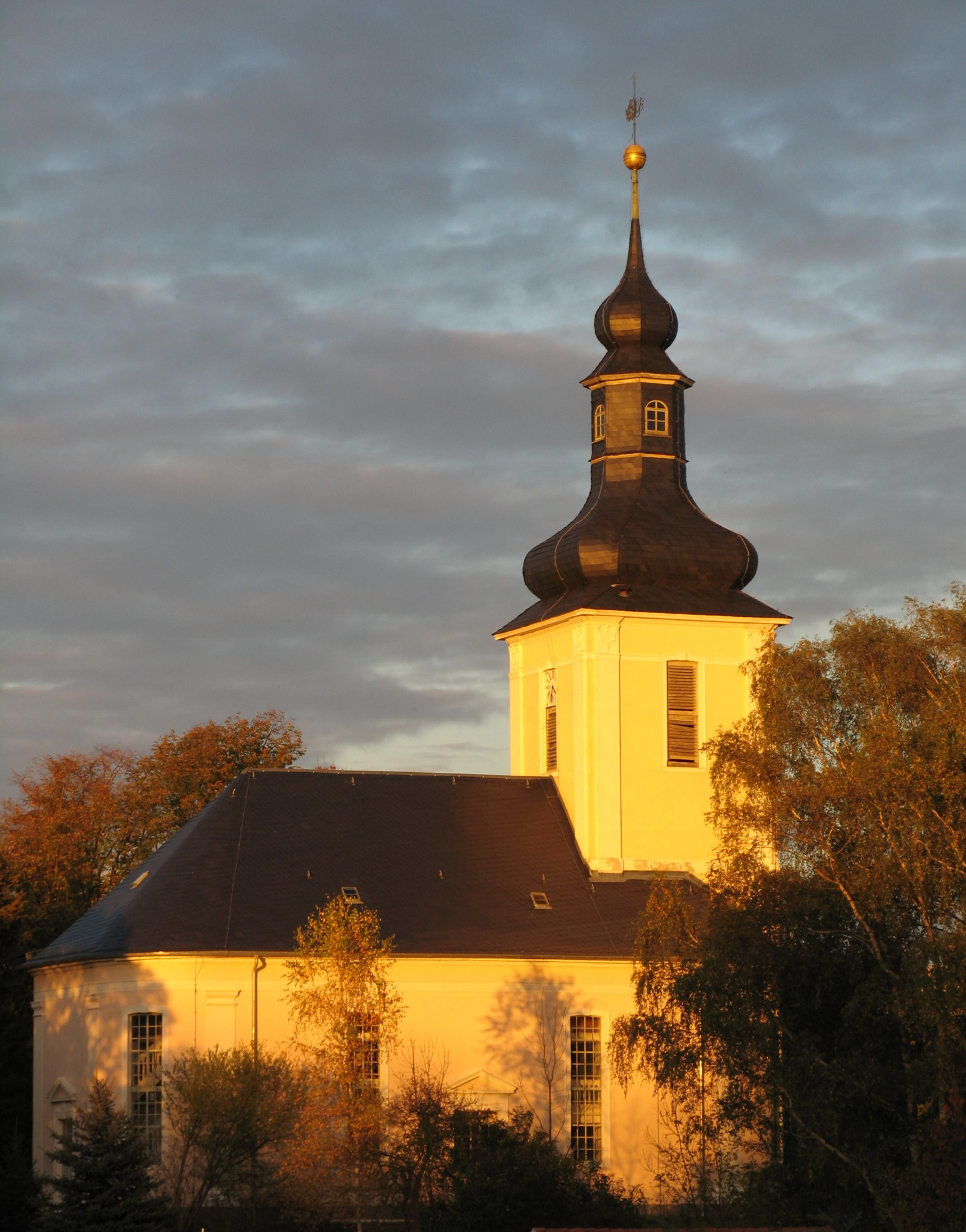